# Мордвиновка (Челябинская область)
Мордвиновка — село, центр и единственный населённый пункт Мордвиновского сельского поселения, Увельский район, Челябинская область.

## Географическая местность
Расположено в юго-восточной части района в 41 км от районного центра на Западно-Сибирской равнине); ближайшие высоты — 211 и 213 м. Ландшафт — лесостепь. Село окружено озёрами (самое крупное — Калинкино) и болотами; лесистость территории низкая.
Мордвиновка связана грунтовыми и шоссейными дорогами с соседними населёнными пунктами.

## История
Село основано в 1841 году флотоводцем и государственным деятелем графом Николаем Мордвиновым, выменявшего село на борзых собак. Помещик перевёз сюда крестьян из деревни Баранчеевка Керенского уезда Пензенской губернии. Мордвиновка (также Николаевка) расположилась в Троицком уезде Оренбургской губернии на берегу безымянного озера (в последующем - оз. Мордвиновского) на коммерческом тракте из города Троицка в Еткуль. На 1866 год в селе была часовня. В 1887 году возведена каменная церковь в честь Михаила Архангела (архитекторы К. Тон, Ф. Маркелов, в обустройстве помогали св. праведный Иоанн Кронштадтский и другие благотворители). 
К концу XIX века в селе была сооружена ветряная мельница. На 1901 год в Мордвиновке функционирует двухклассная церковноприходская школа, в которой крестьянским детям преподавали родной язык, арифметику, закон Божий. Число ветряных мельниц возросло до 16. Село тогда называлось Егорьевка и являлось центром Егорьевской волости Троицкого уезда Оренбургской губернии.
В 1915 году священник Михаило-Архангельской церкви Мордвиновки Ф. Вдовин стал одним из немногих добровольцев, откликнувшихся на призыв отправиться для пастырского окормления узников в лагерях для военнопленных в Германии и Австро-Венгрии.
В 1924 году село и вошло в состав вновь образованного Увельского района. Сначала в Мордвиновке располагался сельсовет, но потом он вошёл в состав Рождественского сельсовета. В 1920-х годах в Мордвиновке работали лавка, потребительский кооператив, школа. В 1929 году были созданы колхозы «Новый путь» и «имени Димитрова», занимавшиеся скотоводством, разведением зерновых и технических культур, картофеля, овощей. Впоследствии колхозы были объединены в единый колхоз «Сталинский путь». В разные годы в Мордвиновке располагались отделения совхозов «Рождественский» (с 1957 года), «Приозерный» (специализация — откорм крупного рогатого скота, свиноводство), колхоза «Знамя Октября» (с 2001).
Мордвиновка связана с жизнеописанием подвижницы веры и благочестия Евдокии Тихоновны Маханьковой.

## Экономика
В селе действует отделение ООО «Песчаное», специализирующегося на производстве зерна, несколько фермерских хозяйств и частных предприятий. Работают детский сад, школа, библиотека, клуб, фельдшерско-акушерский пункт.
| 1873 | 1889  | 1900  | 1926  | 1959 | 1970 | 1983 |
| ---- | ----- | ----- | ----- | ---- | ---- | ---- |
| 1705 | ↘1383 | ↗2942 | ↘1384 | ↘801 | ↘762 | ↘659 |
| 1995 | 2002  | 2010  | 2011  | 2012 | 2013 | 2014 |
| ↗716 | ↘634  | ↘549  | ↗550  | ↘534 | ↗537 | ↗549 |
| 2015 | 2016  | 2017  | 2018  | 2019 | 2020 | 2021 |
| ↘527 | ↗528  | ↘524  | ↘513  | ↘508 | ↘505 | ↗526 |